# Kanton Nomeny
Kanton Nomeny (fr. Canton de Nomeny) byl francouzský kanton v departementu Meurthe-et-Moselle v regionu Lotrinsko. Tvořilo ho 25 obcí. Zrušen byl po reformě kantonů 2014.

## Obce kantonu
- Abaucourt
- Armaucourt
- Arraye-et-Han
- Belleau
- Bey-sur-Seille
- Bratte
- Chenicourt
- Clémery
- Éply
- Faulx
- Jeandelaincourt
- Lanfroicourt
- Létricourt
- Leyr
- Mailly-sur-Seille
- Malleloy
- Moivrons
- Montenoy
- Nomeny
- Phlin
- Raucourt
- Rouves
- Sivry
- Thézey-Saint-Martin
- Villers-lès-Moivrons